# مطبخ منورقة

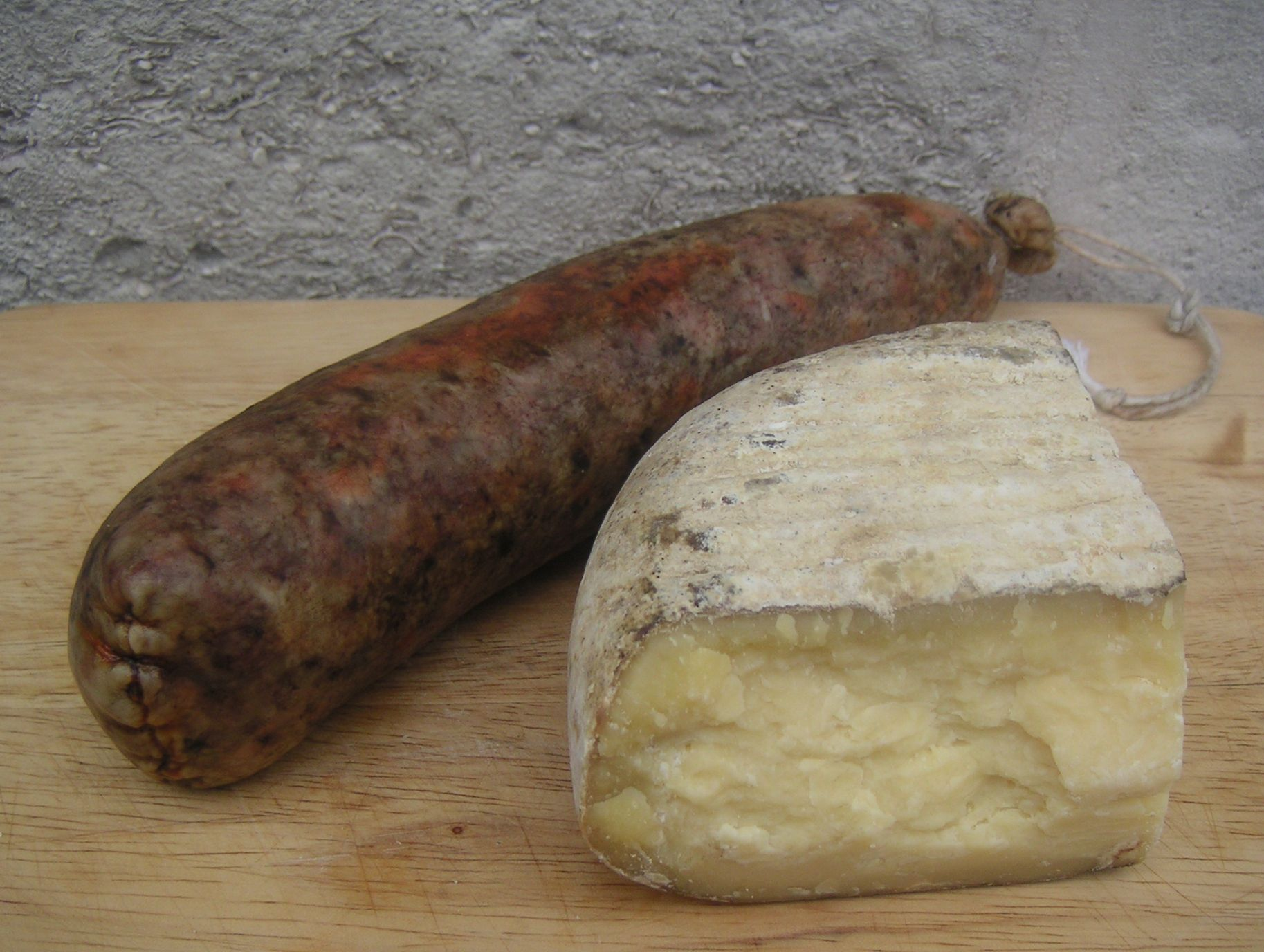

مطبخ منورقة هو الطعام النموذجي والشراب من منورقة، ومنورقة هي جزيرة صخرية في أرخبيل البليار في إسبانيا وتتألف من ثماني بلديات. يتميز مناخ البحر الأبيض المتوسط والطقس أكثر اعتدالا في الجنوب بينما في الشمال هناك رياح قوية علي مدار السنه. الملح البحري الذي تحمله الرياح إلى المراعي حيث ترعى الأبقار، هو ما يعطي الجبن نكهته النموذجية. الأسماك هي مصدر معين من المواد الغذائية ولكن بالإضافة إلى ذلك هناك الخيول والخنازير تستخدم في اللحوم الباردة والأبقار و الجلد الذي يستخدم لإنتاج الجلود والحليب لإنتاج الجبن. تعد الزراعة صغيرة الحجم ومتنوعة، وتتكون من منتجات البحر الأبيض المتوسط النموذجية. ضمن هذا المطبخ المتوسطي النموذجي هناك أيضا تأثيرات العديد من الناس النازحة، وخاصة الإنجليز، الذين جلبوا كعكة البرقوق، الحلويات، ولكمه. ويستند المطبخ الريفي والبحري في الغالب علي الخضر والخضروات من الحديقة الخاصة بالفرد، واللحوم المنتجة محليا، والأسماك والمأكولات البحرية التي اشتعلت في نفس اليوم. تستخدم القطع الباردة كتوابل. زيت الزيتون، على الرغم من عدم إنتاجها في الجزيرة، هو أيضا عنصر أساسي في الاطباق المحلية.
المطبخ منورقة هو في بعض الأحيان المطبخ للبقاء على قيد الحياة، والذي يحتفظ بالنكهة الاصلية من منتجاتها عالية الجودة إلى أقصى حد. انها بسيطه مع مضاعفات قليلة وقبل كل شيء الموسمية. وهي تقوم بصيد الأسماك وخاصة الصيد بالخيوط الطويلة وعلي المأكولات البحرية، وخاصة القشريات والمحار والحبار. تزرع الفواكه والخضروات في أكبر قدر ممكن من التنوع، وعلى نطاق صغير، فقط للاستهلاك المحلي.
حتى النصف الثاني من القرن العشرين، كانت الماعز في وفرة من هذا القبيل ان تؤكل فقط عندما كانت هناك مجاعة، الناجمة عن المحاصيل الفاسدة أو الصيد غير كافية. اليوم، فهي ترف. يتم تقدير الساقين من الأطفال مَنُورَقَة بشكل خاص.
كان هناك الكثير من الأرانب في الجزيرة التي كان الإمبراطور الروماني أوغسطس لإرسال القوارض للمساعدة في الصيد لهم ؛ لهذا السبب، الأرنب هو عنصر مشترك من المطبخ. في أوقات متأخرة، كان هناك فترات عندما يصطادهم كان منعت. في القرن السابع عشر، حاولت اللغة الإنجليزية دون جدوى للتقديم الغزلان والأرانب. بقيت قليلة في هذه الأيام، ولكن الأرانب والطيور المختلفة لا تزال تصاد أو تربي.